# Ostaš (přírodní rezervace)

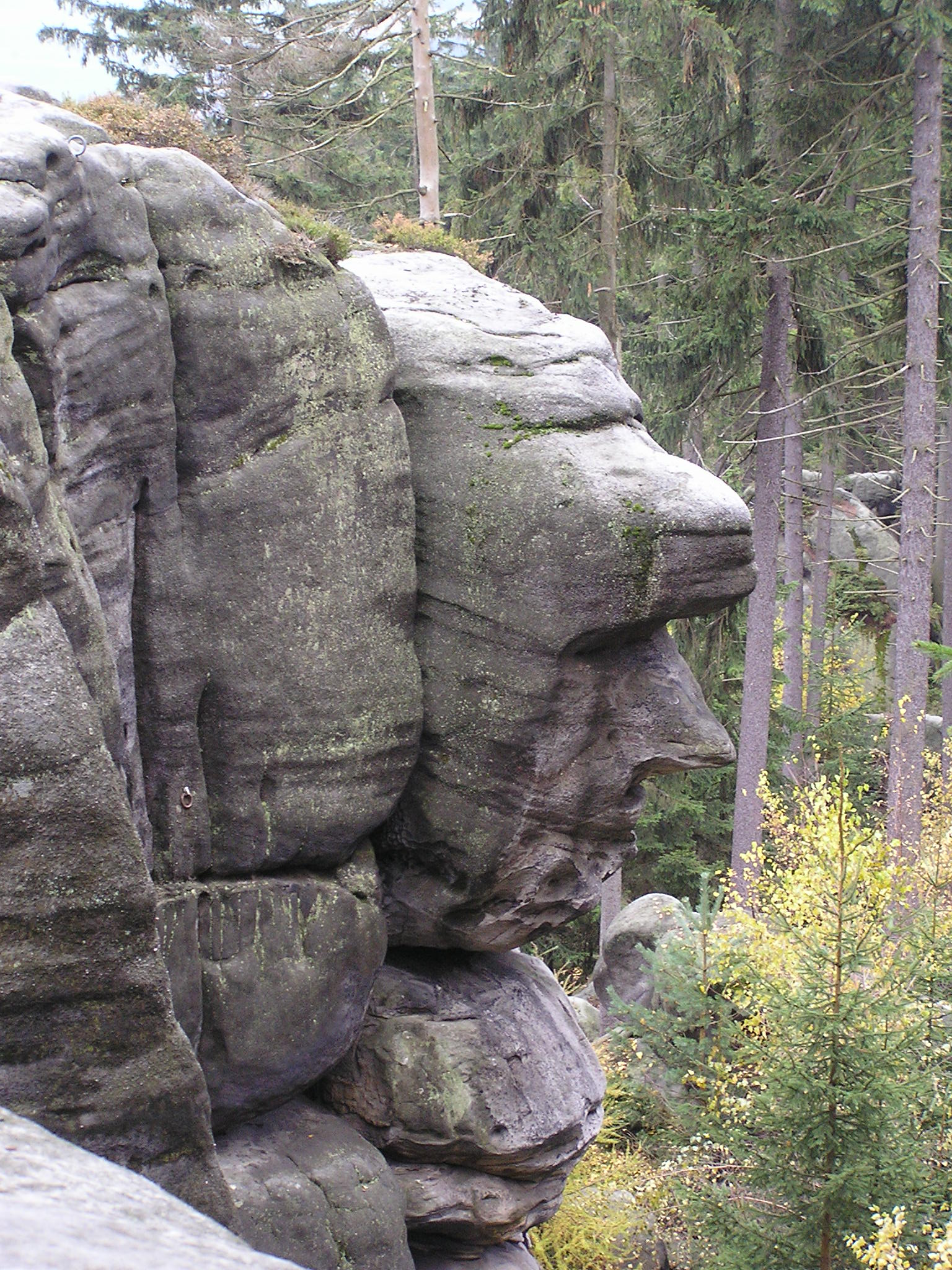
Skála Zrádce na Ostaši

Přírodní rezervace Ostaš byla vyhlášena v roce 1956 na rozloze 29,5 ha k ochraně vrcholové části stolové hory Ostaš (702 m). Rezervace se nachází asi dva kilometry severozápadně od města Police nad Metují v okrese Náchod v turistickém regionu Kladské pomezí. Jméno Ostaš pochází od křestního jména Eustachius neboli Eustach, staročesky Ostach či Ostaš. Svatý Eustach byl patronem lovců, v osadě Ostaš pod vrcholem hory stojí jemu zasvěcená kaple.
Na vrcholu Ostaše se nachází vyhlídka Frýdlantská skála s výhledem na Jestřebí hory, Adršpašsko-teplické skály, Krkonoše, Javoří hory a Broumovské stěny. Na jižním a východním okraji se nachází skalní bludiště s bizarními skalními útvary. Menší skalní město nazývané Kočičí skály je i na severovýchodním svahu hory.
Přírodní rezervace Ostaš zahrnuje lesnatý vrchol klasické stolové hory Ostaš. Přírodní rezervace zaujímá vrcholovou část stolového vrchu Ostaš (702 m n. m.), který se nachází ve střední části Polické vrchoviny severně od města Police nad Metují. Předmětem ochrany je zejména zajímavá geologická a geomorfologická stavba území.
V terénech Ostaše (a sousedních a Hejdy) provádí Správa CHKO Broumovsko s řadou odborných partnerů monitoring četných přírodních procesů a složek přírodního prostředí v terénech pískovcového reliéfu.

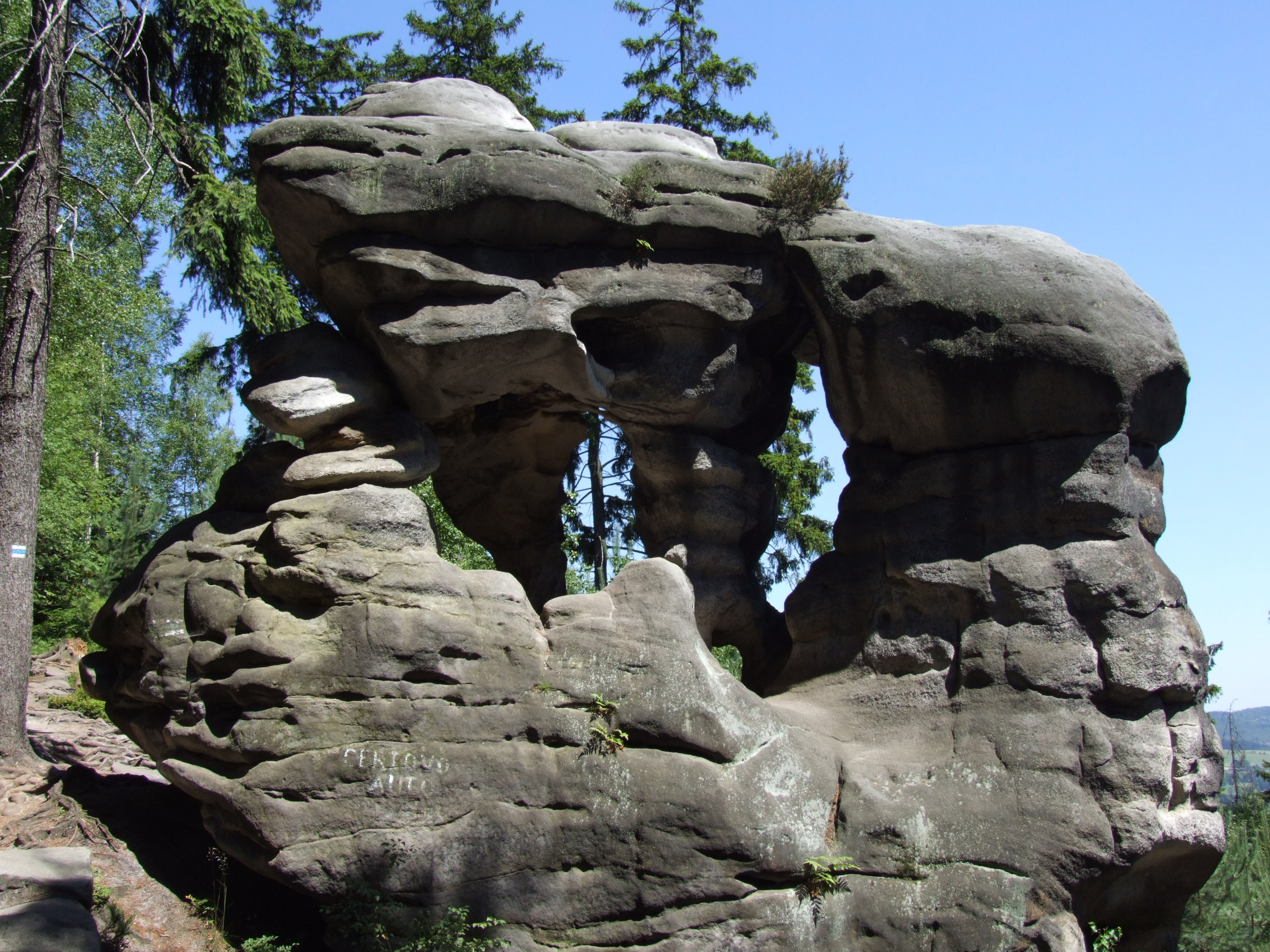
Čertovo auto

## Geologie a geomorfologie
PR je tvořena odolnými křemennými kvádrovými pískovci svrchněturonského až coniackého stáří. V jejich podloží pak leží spodnoturonské slínovce. Vrcholová strukturní plošina má rozměr 500 m x 400 m. Okraje vrcholové strukturní plošiny jsou lemovány sruby, které dosahují výšky až 40 m. V některých úsecích jsou sruby načleněny v samostatné skalní věže. Skalní věže, oddělené od srubu, jsou nakloněny ven a postupně se řítí a mění v nakupení obrovských skalních bloků. Hlubinné ploužení je kontrolováno sklonem vrstev kvádrových pískovců, pravoúhlým systémem puklin (směru SZ–JV a JZ–SV) a značným relativním výškovým rozdílem (asi 100 m). Východní část vrcholové plošiny byla rozčleněna v malé skalní město, zvané Horní labyrint (nebo Bludiště). V souvislosti s intenzivním členěním masivu se zde vyskytují i pseudokrasové jeskyně. Povrch skalních útvarů je vlivem selektivního zvětrávání a odnosu modelován do pestré škály mezo- a mikroforem pískovcového pseudokrasu. K nápadným prvkům reliéfu patří i unikátní skalní perforace, skalní brány, skalní mísy, škrapy, voštiny nebo i vypreparované železité inkrustace na temenech či stěnách skal.
Úpatí Ostaše je na severu, západě a jihu lemováno rozsáhlou úpatní haldou tvořenou velkými balvany. Na jihozápadním svahu jsou v místech hlubinného ploužení balvanová moře, složená z obrovských bloků. Vyskytují se i balvanové proudy. Druhá část haldy je plošně rozsáhlejší, ale její povrch má menší sklon (5°–15°). Je zvlněn řadou úpadů, místy jsou na haldě rovněž vytvořeny balvanové proudy.

## Květena
Rezervace se nachází v jedlobukovém až smrkobukovém vegetačním stupni, její vegetační pokryv odráží výraznou geomorfologickou členitost území. Na vrcholové plošině lze rekonstruovat převážně acidofilní bučiny, na okrajových skalních stěnách se dochovaly fragmenty reliktních borů, níže spadající svahy patří rekonstrukčně opět bučinám. Bylinné patro rezervace je poměrně chudé, tvoří je hlavně acidofilní druhy – metlička křivolaká (Avenella flexuosa), brusnice borůvka (Vaccinium myrtillus), brusnice brusinka (Rhodococcum vitis-idaea), třtina chloupkatá (Calamagrostis villosa), vřes obecný (Calluna vulgaris). Na vlhčích a živinami bohatších plochách, které lze místy nalézt na svazích při okraji rezervace, se objevují i náročnější druhy květnatých bučin – svízel vonný (Galium odoratum), kostřava lesní (Festuca altissima), bažanka vytrvalá (Mercurialis perennis) aj.
Flóra mechorostů je zastoupena, vzhledem k absenci stinných roklí, především druhy sušších stanovišť. Hojné jsou především skalní druhy: nuzenka drobná (Anastrophyllum minutum), sečovka štíhlá (Barbilophozia attenuata) a vršatka Taylorova (Mylia taylorii).

## Zvířena
Vyskytuje a hnízdí zde krkavec velký (Corvus corax), výr velký (Bubo bubo) a poštolka obecná (Falco tinnunculus). V lesích okolo stolové hory se zdržuje zvěř srnčí i černá. Úkrytů ve skalách využívá liška obecná (Vulpes vulpes) a kuna skalní (Martes foina). Vlhkomilných druhů je v samotné přírodní rezervaci málo, mokřadní stanoviště se nalézají spíše v jejím ochranném pásmu.

## Lesnictví
Následkem poměrně dobré přístupnosti pro lesnické hospodaření byla druhová skladba na plošině i na svazích prakticky zcela změněna ve prospěch smrku (Picea abies). Vtroušena je borovice lesní (Pinus sylvestris) a bříza (Betula), v menší míře modřín opadavý (Larix decidua), jeřáb ptačí (Sorbus aucuparia), buk lesní (Fagus sylvatica), javor klen (Acer pseudoplatanus) i jedle bělokorá (Abies alba).

## Historie a legendy
Skalní labyrint sloužil jako úkryt okolnímu obyvatelstvu před nájezdníky. V roce 1421 prozradil jeden z místních obyvatel Slezanům úkryt ostatních, kteří pak byli povražděni. Podle pověsti se tak stalo u skalního útvaru zvaného Mohyla smrti a zrádce pak za trest zkameněl (skála Zrádce). Podle jiné pověsti se ve Sluji českých bratří scházeli v pobělohorské době pronásledovaní protestanti. Sluj českých bratří je přístupná po turistické stezce.

## Turistika a horolezectví
Atraktivní skalní útvary, daleké výhledy z okrajových skal i historický význam Ostaše jsou rovněž účelem a cílem intenzivní turistiky. Okružní turistickou stezkou je zpřístupněno nejen skalní město Horního labyrintu (Bludiště), ale i značná část skalního okraje vrcholové strukturní plošiny s řadou upravených vyhlídek. Intenzivní je i horolezecká aktivita, využívající k výstupům nejen samostatné skalní věže a stěny okrajového skalního srubu (s uplatněním tradiční výstupové techniky), ale i jednotlivé skalní bloky v úpatní haldě (hlavně v západním úbočí Ostaše), zdolávané technikou boulderingu. Velká frekvence horolezeckých výstupových cest a intenzita jejich využívání přinášejí řadu negativních dopadů na terén tohoto chráněného území.